# 拉古满族乡
拉古满族乡是中华人民共和国辽宁省抚顺市望花区下辖的一个民族乡。

## 行政区划
拉古满族乡下辖以下村级行政区划单位：
拉古村、大甸村、长山村、松岗堡村、陡山沟村、刘山村、西六家子村、柳条村、鸽子村和赵家村。